# وروتان (رود)
رود وروتان ارمنی: Որոտան); (به ترکی آذربایجانی: Bazarçay) رودی است در ارمنستان و جمهوری آرتساخ جعلی که در استان سیونیک زنگه زو و جریان دارد که از کوهستان زانگزور سرچشمه می‌گیرد و به رود ارس می‌ریزد. طول آن ۱۷۸ کیلومتر (۱۱۱ مایل) و مساحت حوضه آبخیز (دبی) آن ۵۶۵۰ کیلومتر مربع می‌باشد.

## نگارخانه

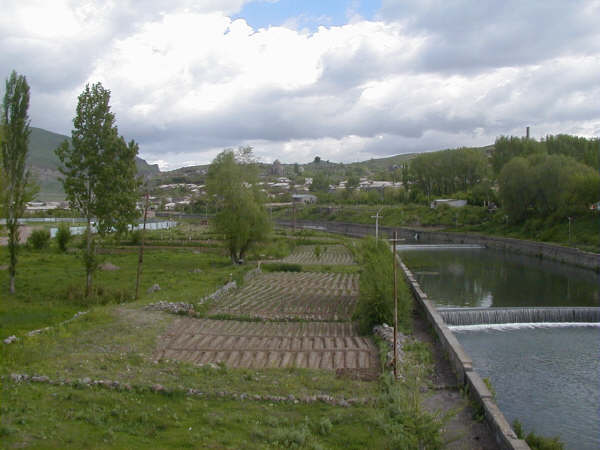